# Contre-la-montre féminin aux championnats d'Europe de cyclisme sur route 2019
Le contre-la-montre féminin des championnats d'Europe de cyclisme sur route 2019 a lieu le 8 août 2019 à Alkmaar, aux Pays-Bas. Il est remporté par la Néerlandaise Ellen van Dijk.

## Favorites
La Néerlandaise Ellen van Dijk, triple vainqueur sortante, qui court à domicile semble la grande favorite de la course.

## Récit de la course
Ellen van Dijk s'impose avec trente secondes d'avance sur l'Allemande Lisa Klein. Lucinda Brand est troisième.

## Classement
| \| Classement général \| Classement général \| Classement général \| Classement général \| Classement général \| \| Coureur \| Coureur \| Pays \| Équipe \| Temps \| \| ------------------ \| ------------------ \| ------------------ \| ------------------ \| ------------------ \| \| 1re \| Ellen van Dijk \| Pays-Bas \| Pays-Bas \| 28 min 07 s \| \| 2e \| Lisa Klein \| Allemagne \| Allemagne \| + 30 s \| \| 3e \| Lucinda Brand \| Pays-Bas \| Pays-Bas \| + 52 s \| \| 4e \| Vita Heine \| Norvège \| Norvège \| + 54 s \| \| 5e \| Anna Kiesenhofer \| Autriche \| Autriche \| + 1 min 03 s \| \| 6e \| Mieke Kröger \| Allemagne \| Allemagne \| + 1 min 07 s \| \| 7e \| Hayley Simmonds \| Royaume-Uni \| Grande-Bretagne \| + 1 min 14 s \| \| 8e \| Pernille Mathiesen \| Danemark \| Danemark \| + 1 min 15 s \| \| 9e \| Alice Barnes \| Royaume-Uni \| Grande-Bretagne \| + 1 min 15 s \| \| 10e \| Kelly Murphy \| Irlande \| Irlande \| + 1 min 27 s \| |                    |             |                 |              |
| |                    |             |                 |              |
| Source : Cycling Quotient |                    |             |                 |              |
| Classement général |                    |             |                 |              |
| Coureur | Coureur            | Pays        | Équipe          | Temps        |
| 1re | Ellen van Dijk     | Pays-Bas    | Pays-Bas        | 28 min 07 s  |
| 2e | Lisa Klein         | Allemagne   | Allemagne       | + 30 s       |
| 3e | Lucinda Brand      | Pays-Bas    | Pays-Bas        | + 52 s       |
| 4e | Vita Heine         | Norvège     | Norvège         | + 54 s       |
| 5e | Anna Kiesenhofer   | Autriche    | Autriche        | + 1 min 03 s |
| 6e | Mieke Kröger       | Allemagne   | Allemagne       | + 1 min 07 s |
| 7e | Hayley Simmonds    | Royaume-Uni | Grande-Bretagne | + 1 min 14 s |
| 8e | Pernille Mathiesen | Danemark    | Danemark        | + 1 min 15 s |
| 9e | Alice Barnes       | Royaume-Uni | Grande-Bretagne | + 1 min 15 s |
| 10e | Kelly Murphy       | Irlande     | Irlande         | + 1 min 27 s |